# John Gielgud
John Gielgud (14. dubna 1904 – 21. května 2000) byl anglický herec. Studoval na Royal Academy of Dramatic Art, následně působil na West Endu a v letech 1929 až 1931 na Old Vic. Později rovněž působil na Broadwayi. Později byl také divadelním režisérem. Svou první filmovou roli dostal již v roce 1924. Později hrál například ve filmech Boty svatého Petra (1968), Vražda na úrovni (1979) a Dračí srdce (1996). Za svou roli ve filmu Arthur získal Oscara.